# اشلی مودی
اشلی بروک مودی (زاده ۲۸ مارس ۱۹۷۵) سیاستمدار، وکیل و حقوقدان سابق آمریکایی است که از سال ۲۰۲۵ به عنوان سناتور جونیور از ایالت فلوریدا خدمت می‌کند. او که یکی از اعضای حزب جمهوری‌خواه است قبل از ورود به امور مربوط به انتخابات، از سال ۲۰۱۹ تا ۲۰۲۵ به عنوان سی و هشتمین دادستان کل فلوریدا، از سال ۲۰۰۷ تا ۲۰۱۷ به عنوان قاضی دادگاه منطقه‌ای در شهرستان هیلزبرو، و نیز به عنوان دستیار دادستان ایالات متحده در دفتر دادستانی ایالات متحده در منطقه میانه فلوریدا خدمت کرد.
مودی به عنوان دادستان کل فلوریدا، از دعاوی برای بی‌اعتبار کردن قانون مراقبت مقرون به صرفه و نیز از احیای حق رای مجرمان سابق حمایت کرد و با قانونی کردن مصرف ماری جوانا تفننی مخالفت کرد. او در جریان انتخابات ریاست جمهوری ۲۰۲۰ در ایالت فلوریدا از دونالد ترامپ، رئیس‌جمهور وقت آمریکا حمایت کرد و به مرافعه ''تگزاس علیه پنسیلوانیا'' پیوست که خواستار مخالفت با نتایج انتخابات بود.
در ماه ژانویه ۲۰۲۵، فرماندار ران دسانتیس، مودی را به عنوان سناتور برای یک کرسی سنا، که با استعفای مارکو روبیو به خاطر تعیین شدن به عنوان وزیر امور خارجه ایالات متحده خالی شده بود، منصوب کرد. در روز ۲۱ ژانویه ۲۰۲۵، اشلی در حضور معاون رئیس‌جمهور جی دی ونس سوگند یاد کرد و پس از پائولا هاوکینز به دومین سناتور زن از فلوریدا تبدیل شد.

## دوران اولیه زندگی و تحصیل
مودی در روز ۲۸ مارس ۱۹۷۵ در شهر پلنت سیتی، ایالت فلوریدا به دنیا آمد. او در بین سه فرزندی که والدین او داشتند، بزرگ‌ترین فرزند بود.
مودی در سال ۱۹۹۳ از دبیرستان پلانت سیتی فارغ‌التحصیل شد. او مدرک لیسانس و فوق لیسانس خود در رشته حسابداری را از دانشگاه فلوریدا دریافت کرد. مودی مدرک کارشناسی ارشد حقوق در حقوق بین‌الملل را از کالج حقوق دانشگاه استتسون و مدرک جی‌دی خود را از کالج حقوق دانشگاه فلوریدا لوین دریافت کرد.

## اوایل حرفه
مودی در نزد مارتا بارنت، رئیس کانون وکلای دادگستری آمریکا کارورزی کرد و بعد به شرکت حقوقی هالند اند نایت پیوست و در امور دعاوی مدنی به فعالیت پرداخت. مودی در ماه ژانویه ۱۹۹۸، وابستگی حزبی خود را از دموکرات به جمهوری‌خواه تغییر داد. جب بوش به محض این که به مقام فرماندار فلوریدا انتخاب شد، مودی را به عنوان نماینده دانشجویان در هیئت امنای فلوریدا (Florida Board of Regents)، نهادی که اکنون منحل شده است و در آن موقع سیستم دانشگاهی ایالتی فلوریدا را مدیریت می‌کرد، برگزید.
مودی به عنوان دستیار دادستان ایالات متحده آمریکا در منطقه میانه فلوریدا منصوب شد. در سال ۲۰۰۶، او به عنوان قاضی سیزدهمین دادگاه منطقه‌ای فلوریدا در شهرستان هیلزبرو برگزیده شد.

## دادستان کل فلوریدا
انتخابات
در روز ۲۸ آوریل ۲۰۱۷، مودی جهت نامزدی در انتخابات سال ۲۰۱۸ برای برگزیدن دادستان کل فلوریدا، از منصب خود در دادگاه استعفا داد. در انتخابات مقدماتی جمهوری‌خواهان، او فرانک وایت عضو مجلس نمایندگان فلوریدا را شکست داد.مودی در انتخابات اصلی، نامزد حزب دموکرات سین شاو، دیگر عضو مجلس نمایندگان فلوریدا را با کسب ۵۲ درصد شکست داد، شاو در این انتخابات ۴۶ درصد آراء را به دست آورد.
مودی در انتخابات سال ۲۰۲۲، نامزد حزب دموکرات آرامیس آیالا را با کسب حدود ۲۱ درصد آراء بیشتر از او شکست داد و دوباره به این سمت برگزیده شد.

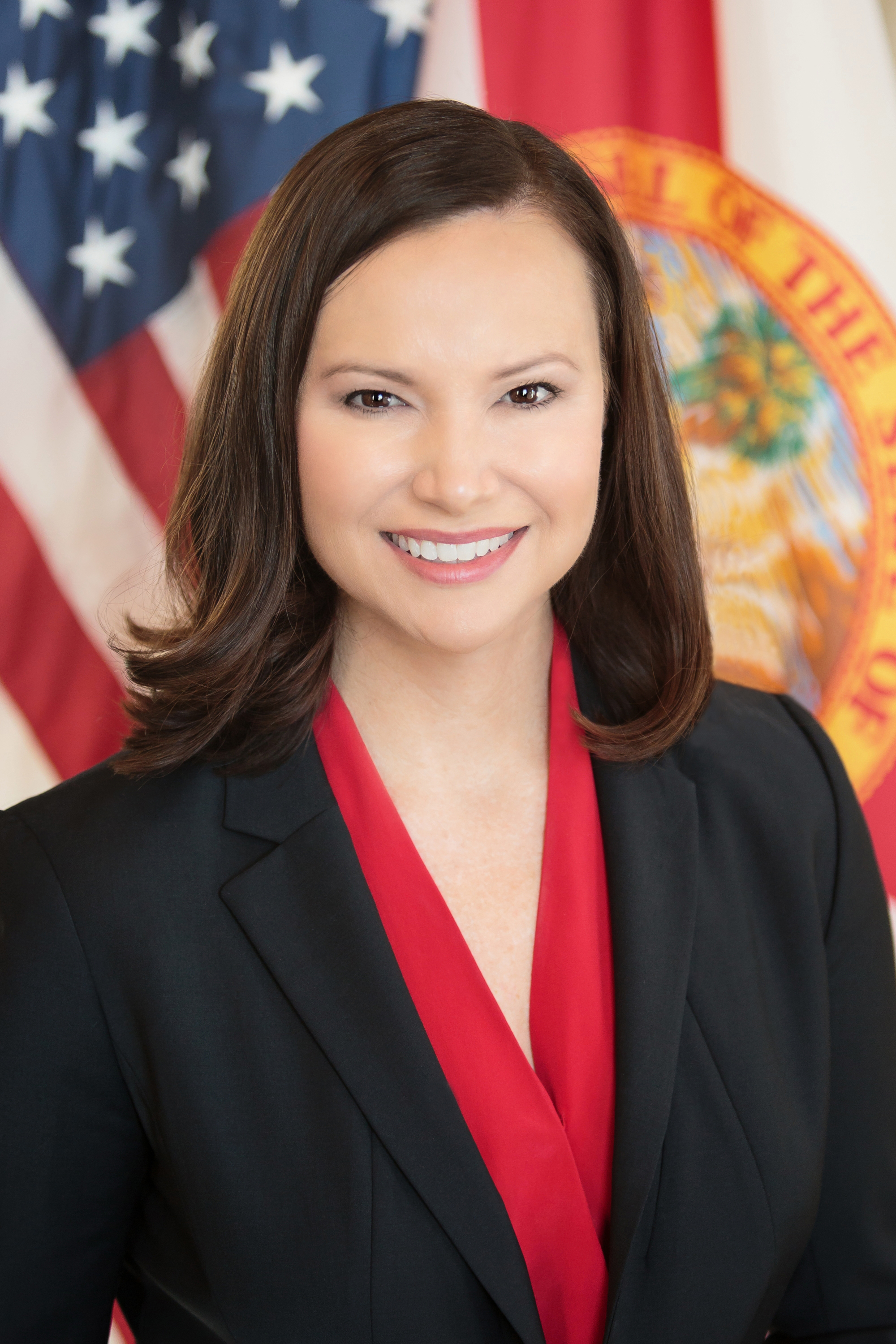
تصویر رسمی مودی به عنوان دادستان کل، ۲۰۱۹

## مجلس سنا
انتصاب

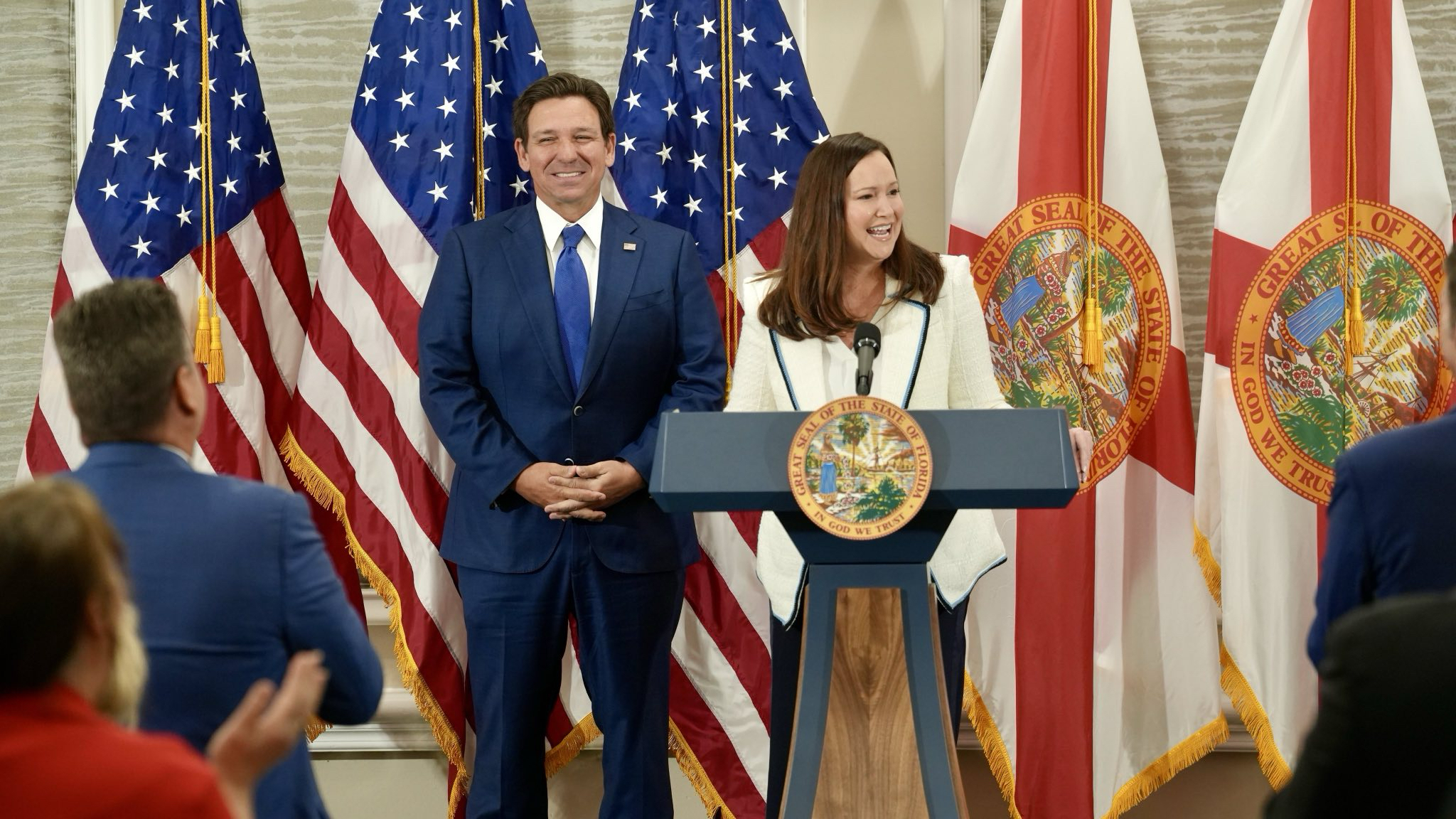
مودی در حال سخنرانی بعد از انتصاب توسط فرماندار ران دسانتیس، ۱۶ ژانویه ۲۰۲۵

در روز ۱۶ ژانویه ۲۰۲۵، فرماندار ران دسانتیس اعلام کرد که به خاطر خالی شدن یک کرسی مجلس سنا توسط مارکو روبیو، که برای در اختیار گرفتن منصب وزیر امور خارجه در کابینه دوم ترامپ نامزد شده بود (و متعاقباً از سنا رای اعتماد گرفت)، در نظر دارد مودی را به جای او منصوب کند. مودی بعد از پائولا هاوکینز دومین سناتوز زن فلوریدا است.

## زندگی شخصی
مودی با جاستین دورالیا (Justin Duralia) افسر اداره مبارزه با مواد مخدر آمریکا ازدواج کرده است. آنها دو بچه دارند.